# Pole Mokotowskie (stanice metra ve Varšavě)
Pole Mokotowskie je stanice varšavského metra na lince M1. Kód stanice je A-10. Otevřena byla 7. dubna 1995. Ze stanice je možnost přestupu na autobus a tramvaj. Leží v městské části Mokotów.